# Білаш Борислав Миколайович
Білаш Борислав Миколайович (9 травня 1929, Вінніпег — 25 лютого 2021) — громадський діяч, дослідник історії українського шкільництва, поборник багатокультурності й мовної мозаїки в Канаді. Дійсний член УВАН.

## Біографія
Народився в м. Вінніпег (Канада) в родині вчителя. Навчався в Манітобському університеті. 1957 дістав ступінь бакалавра, 1960 — магістра. 1971 захистив докторську дисертацію в Українському вільному університеті. 1969–75 працював асистентом, а згодом радником з питань багатокультурності й сучасних мов у міністерстві культури та багатокультурності. Від 1975 — викладач методології української мови в Манітобському університеті. 1962–64 керував освітніми курсами осередку української культури й освіти, від 1973 — голова Канадської асоціації учителів української мови, перший голова Світової координаційної виховно-освітньої ради, голова Крайового центру українських шкільних рад, член дорадчої групи міністерства освіти провінції Манітоба, голова українського програмного комітету при департаменті провінції, кілька разів обирався головою Манітобської асоціації сучасних мов. Автор низки досліджень, у тому числі «Англійсько-українське шкільництво в державній системі Манітоби» (Мюнхен–Вінніпег, 1984).
Помер 25 лютого 2021 року.